# Kris Newbury
Kris Newbury (* 19. Februar 1982 in Brampton, Ontario) ist ein ehemaliger kanadischer Eishockeyspieler und derzeitiger -trainer, der im Verlauf seiner aktiven Karriere zwischen 1999 und 2019 unter anderem 79 Spiele für die Toronto Maple Leafs, Detroit Red Wings, New York Rangers und Philadelphia Flyers in der National Hockey League (NHL) auf der Position des Centers bestritten hat. Darüber hinaus absolvierte Newbury, der den Spielertyp des Enforcers verkörperte, annähernd 900 weitere Partien in der American Hockey League (AHL) und verbrachte eine Spielzeit bei den Fischtown Pinguins Bremerhaven in der Deutschen Eishockey Liga (DEL).

## Karriere

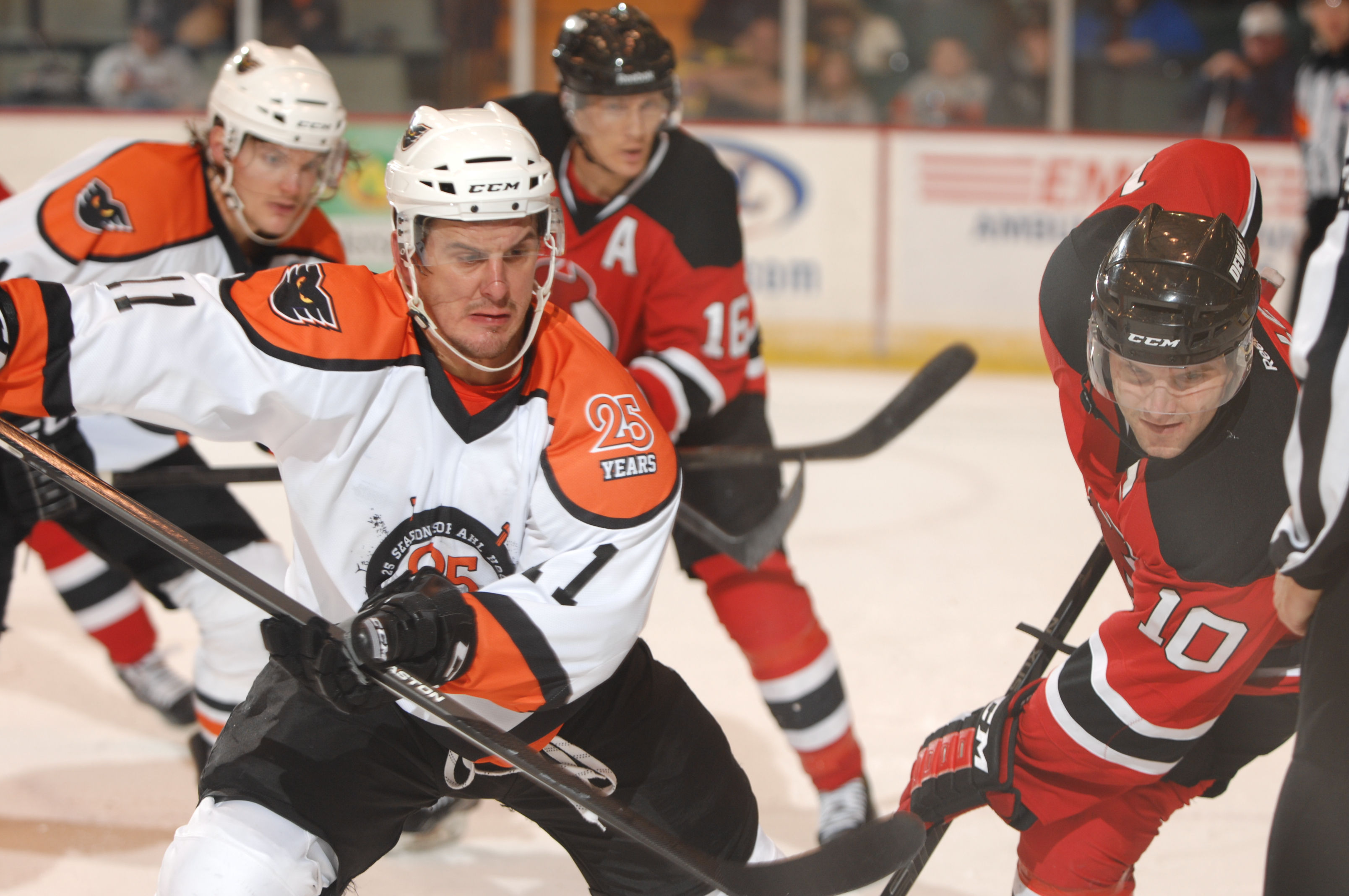
Newbury (links) im Trikot der Adirondack Phantoms (2013)

Kris Newbury begann seine Karriere als Eishockeyspieler in der Ontario Hockey League (OHL), in der er zunächst von 1998 bis 2000 für die Belleville Bulls und anschließend von 2000 bis 2003 für die Sarnia Sting aktiv war. In dieser Zeit wurde er im NHL Entry Draft 2002 in der fünften Runde als insgesamt 139. Spieler von den San Jose Sharks aus der National Hockey League (NHL) ausgewählt, für die er allerdings nie spielte.
Im Sommer 2003 wurde der Angreifer in den Kader der St. John’s Maple Leafs, dem Farmteam der Toronto Maple Leafs, aus der American Hockey League (AHL) aufgenommen, für die er die folgenden beiden Spielzeiten auf dem Eis stand. Ab der Saison 2005/06 war Newbury für den neuen AHL-Kooperationspartner der Maple Leafs, die Toronto Marlies, aktiv. Ab der Saison 2006/07 kam der Kanadier auch zu einigen Einsätzen für die Toronto Maple Leafs in der NHL. Die folgenden Jahre spielte Newbury bei den Grand Rapids Griffins, Hartford Wolf Pack/Connecticut Whale und Adirondack Phantoms in der AHL und kam pro Saison jeweils auf nur wenige Einsätze in den entsprechenden NHL-Partnerteams Detroit Red Wings, New York Rangers und Philadelphia Flyers. Nachdem ihn die Flyers im März 2014 an die Hershey Bears verliehen hatten, wechselte er im Juli 2014 fest zu deren NHL-Partner, den Washington Capitals. Diese setzten ihn allerdings ausschließlich bei den Bears in der AHL ein, von denen er im Juli 2015 innerhalb der Liga zu den neu gegründeten Ontario Reign wechselte. Dort spielte der Stürmer ein Jahr, bevor er sich den Reading Royals aus der ECHL anschloss. Über Leihgeschäfte erhielt er für die Spielzeit 2016/17 schließlich einen Vertrag bei den Charlotte Checkers in der AHL.
Für die Saison 2017/18 verpflichteten die Fischtown Pinguins Bremerhaven aus der Deutschen Eishockey Liga (DEL) den Kanadier. Er verbrachte eine Spielzeit in Deutschland und kehrte im Sommer 2018 nach Nordamerika zurück, wo er seine letzte Profispielzeit bei den Jacksonville Icemen in der ECHL absolvierte. Anschließend beendete der 37-Jährige seine Profikarriere und trat lediglich im Amateurbereich in Erscheinung. Im Dezember 2024 wurde Newbury als Assistenztrainer von den Windsor Spitfires aus der OHL verpflichtet.

### International
Im Juniorenbereich nahm Newbury mit der U17-Auswahl seiner Heimatprovinz Ontario an der World U-17 Hockey Challenge 1999 teil. Dort belegte er mit der Mannschaft den vierten Platz. Noch im selben Jahr vertrat der Stürmer die kanadische U18-Mannschaft beim Nations Cup 1999. Mit vier Treffern in drei Spielen hatte er maßgeblichen Anteil am Gewinn der Goldmedaille.

## Erfolge und Auszeichnungen
- 1999 J.-Ross-Robertson-Cup-Gewinn mit den Belleville Bulls
- 2002 OHL Second All-Star Team
- 2003 OHL Third All-Star Team
- 2007 Teilnahme am AHL All-Star Classic (nicht gespielt)

### International
- 1999 Goldmedaille beim Nations Cup

## Karrierestatistik

### International
Vertrat Kanada bei:
- World U-17 Hockey Challenge 1999
- Nations Cup 1999

(Legende zur Spielerstatistik: Sp oder GP = absolvierte Spiele; T oder G = erzielte Tore; V oder A = erzielte Assists; Pkt oder Pts = erzielte Scorerpunkte; SM oder PIM = erhaltene Strafminuten; +/− = Plus/Minus-Bilanz; PP = erzielte Überzahltore; SH = erzielte Unterzahltore; GW = erzielte Siegtore; 1 Play-downs/Relegation; Kursiv: Statistik nicht vollständig)